# 콘라딘
콘라트 (5세) 또는 흔히 소년, 작은 아이의 뜻으로 콘라딘(독일어: Konradin, 이탈리아어: Corradino, 1252년 3월 25일 – 1268년 10월 29일)은 슈바벤 공작(콘라트 4세로, 재위:1254–1268), 예루살렘의 왕(콘라드 3세로, 재위:1254–1268), 그리고 시칠리아 왕(코라도 2세로, 재위:1254–1258)이었다. 호엔슈타우펜 왕조의 일원으로 콘라트 4세와 비텔스바흐의 엘리자베트와의 사이에서 태어난 아들이다.